# ボナ・スフォルツァ

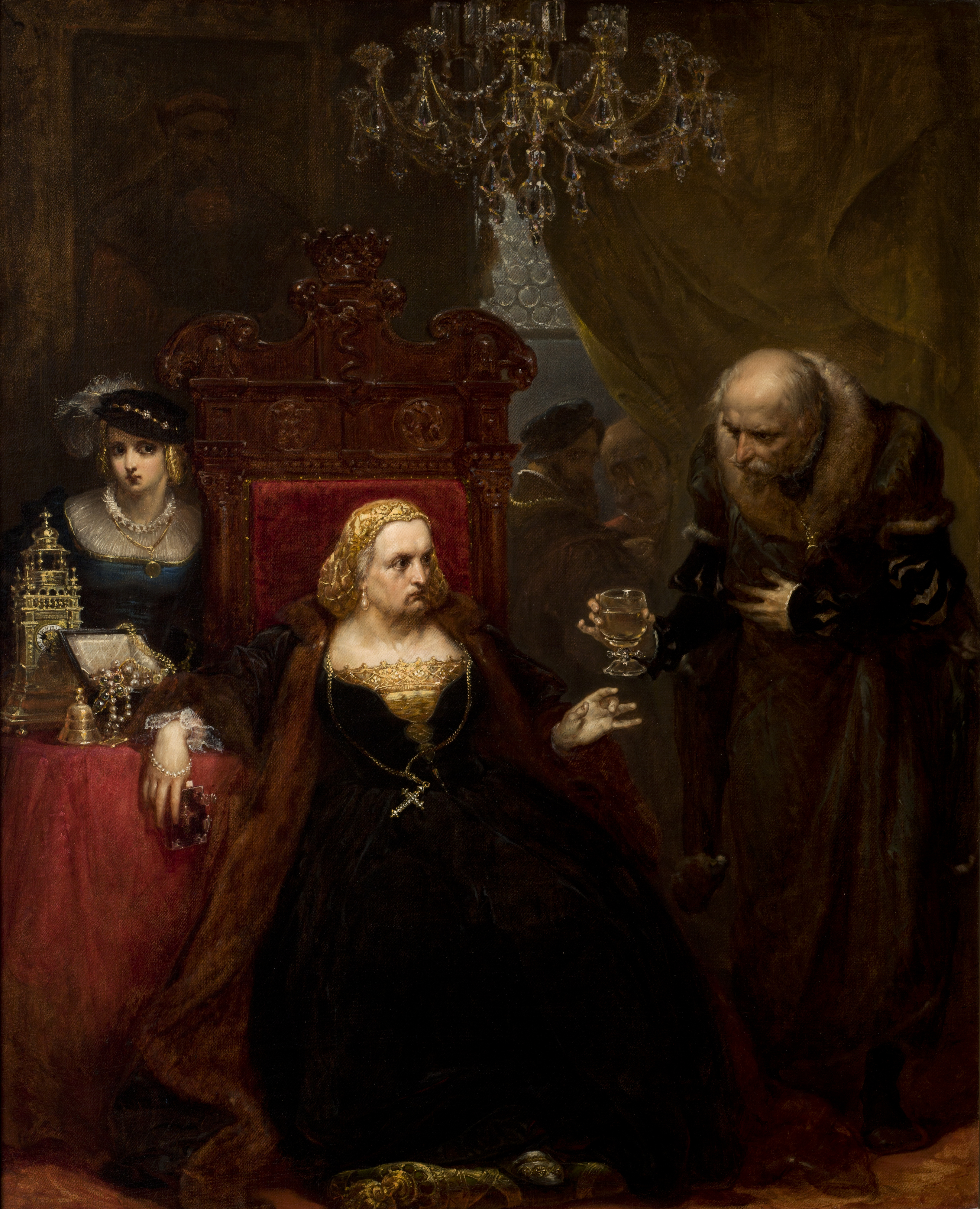
ボナ王妃の毒殺、ヤン・マテイコ画

ボナ・スフォルツァ（イタリア語:Bona Sforza d'Aragona, 1494年2月2日 - 1557年11月19日）は、ポーランド王、リトアニア大公であったジグムント1世の2番目の妃。

## 生涯
ミラノ公ジャン・ガレアッツォ・スフォルツァとナポリ王女イザベラの間に末娘として、ヴィジェーヴァノで生まれた。神聖ローマ皇帝マクシミリアン1世の皇后ビアンカ・マリア・スフォルツァの姪にあたる。名前は父方の祖母ボナ・ディ・サヴォイアにちなむ。1518年にジグムントの再婚相手に選ばれた。1524年に母イザベラの死に伴い、バーリとロッサーノの公爵位、およびブリエンヌ家の請求に基づくイェルサレム王国の王位請求者の地位を相続した。
彼女はポーランドに洗練されたルネサンス文化を持ち込み、繁栄の時代を築いた。ボナはイタリア野菜を料理に用いて多くの料理を同国に紹介したので、現在のポーランド料理の母といわれている。夫の死後即位した長男ジグムント2世が、カルヴァン派を信仰するリトアニア人バルバラ・ラジヴィウヴナと結婚すると、国民の大多数を占めるカトリック側に立って反対した。証拠はないが、戴冠後まもない新王妃バルバラに毒を盛って殺したといわれている。
1556年にバーリへ帰国したが、翌年に個人秘書ジャン・ロレンゾ・パッパコーダによって毒殺された。多額の債務をボナに対して負っていたスペイン王フェリペ2世が、借金を帳消しにするためにパッパコーダに暗殺を命じたという。

## 子女
ボナは夫ジグムント1世との間に2男4女をもうけた。
- イザベラ（1519年 - 1559年） - ハンガリー王サポヤイ・ヤーノシュと結婚
- ジグムント・アウグスト（1520年 - 1572年） - ポーランド王、リトアニア大公
- ゾフィア（1522年 - 1575年） - ブラウンシュヴァイク＝ヴォルフェンビュッテル公ハインリヒ2世と結婚
- アンナ（1523年 - 1596年） - ポーランド・リトアニア共和国の女王、ステファン・バートリと結婚
- カタジナ（1526年 - 1583年） - スウェーデン王ヨハン3世と結婚
- ヴォイチェフ・オルブラフト（1527年）